# National Urban League
La National Urban League ou NUL (littéralement « Ligue nationale urbaine ») est une organisation basée à New York, et militant pour l'application des droits constitutionnels des Afro-Américains garantis par plusieurs amendements de la Constitution des États-Unis au lendemain de la guerre de Sécession : le Treizième amendement de la Constitution des États-Unis du 6 décembre 1865 abolissant l'esclavage, le Quatorzième amendement de la Constitution des États-Unis de 1868, accordant la citoyenneté à toute personne née ou naturalisée aux États-Unis et interdisant toute restriction à ce droit, et le Quinzième amendement de la Constitution des États-Unis, de 1870, garantissant le droit de vote à tous les citoyens des États-Unis. Avec d'autres associations américaines son action conduira à l'adoption de différentes lois fédérales comme le Civil Rights Act de 1964, le Voting Rights Act de 1965 et le Civil Rights Act de 1968 mettant fin à toutes les formes de discrimination raciale sur l'ensemble des états des États-Unis. Créée à l'initiative des Afro-Américains, victimes de ségrégation raciale, elle condamne toute forme de discrimination raciale aux États-Unis. Avec la National Association for the Advancement of Colored People (NAACP) fondée en 1909, C'est la plus ancienne et la plus importante des organisations de ce genre du pays, et elle est actuellement dirigée par Marc Morial. Comme d'autres organisations du même genre, elle a joué un rôle important dans le quartier de Harlem, à New York.

## Histoire

### La formation de l'organisation
La NUL se développa dans le contexte d'urbanisation rapide consécutive à la Grande migration qui vit plusieurs centaines de milliers d'Afro-Américains quitter le Sud du pays pour rejoindre les villes du Nord,. Le « Comité sur les conditions de vie urbaines des Noirs » (Committee on Urban Conditions Among Negroes) fut créé à New York le 29 septembre 1910 par Ruth Standish Baldwin (en) et le docteur George Edmund Haynes,, entre autres. Il fusionna avec le « Comité pour l'amélioration des conditions de travail des Noirs » (Committee for the Improvement of Industrial Conditions Among Negroes), lui aussi fondé à New York en 1905 puis avec la « Ligue Nationale de protection des femmes de couleur » (National League for the Protection of Colored Women), fondée en 1906. L'organisme fut ainsi renommé National League on Urban Conditions Among Negroes, c'est-à-dire « Ligue Nationale pour les conditions de vie urbaines des Noirs ».
En 1918, Eugene Kinckle Jones (en) prit la tête de l'organisation, et sous sa direction, la League étendit significativement sa campagne aux multiples facettes pour briser les obstacles à l'emploi des Noirs, stimulée par le premier boom des années 1920, et ensuite par les années difficiles de la Grande Dépression. En 1920, l'organisation acquit son actuel nom de National Urban League. La mission du mouvement de l'Urban League est de permettre aux Afro-Américains « d'obtenir leur indépendance financière, la parité, le pouvoir, et les droits civiques ».

### LeCivil Rights Movement
En 1941, Lester Granger (en), fut nommé Secrétaire exécutif, et conduisit les membres de la NUL à participer à la marche sur Washington, organisée par Martin Luther King, Asa Philip Randolph, Bayard Rustin et Abraham Johannes Muste pour protester contre la discrimination raciale dans les usines d'armement et les forces armées. Pendant le Mouvement afro-américain des droits civiques de 1955 à 1968, son insistance pour que la NUL continue se stratégie d'« éducation et persuasion » prévalut.
En 1961, Whitney Young devint directeur exécutif en plein pendant l'explosion du Civil Rights Movement qui provoqua un changement dans la stratégie de la League. Les jeunes étendirent considérablement les capacités de collecte de fonds de l'organisation, et firent de la League un partenaire privilégié du Mouvement des droits civiques. En 1963, la NUL accueillit les réunions d'organisation de Asa Philip Randolph, Martin Luther King et d'autres leaders du mouvement avant la Marche sur Washington. Pendant les dix années de prédominance des jeunes, Young initia un programme semblable à Street Academy, système alternatif d'éducation visant à préparer les étudiants qui ont quitté les high schools (établissements d'enseignement secondaires) aux colleges (établissements universitaires de premier cycle), ainsi que le programme New Thrust (Nouvelle poussée) pour aider les leaders noirs locaux à identifier et résoudre les problèmes de la communauté. Les jeunes firent également pression pour obtenir des aides fédérales pour la ville.

### Évolution récente
En 1994, Hugh Bernard Price (en), fut nommé à la tête de l'Urban League à un moment critique pour l'organisation, les Afro-Américains, et le pays dans son ensemble. En 2003, Marc Morial devint le huitième président de la League, de même que son Chief executive officer. Depuis sa nomination, Morial a travaillé à redonner de l'énergie aux divers électeurs, en se basant sur les forces de l'héritage de la NUL, vieux de 95 ans, et en augmentant l'implantation de l'organisation, à la fois à l'échelle locale et nationale. Aujourd'hui, on dénombre plus de cent filiales de la National Urban League, situées dans 35 États et dans le District de Columbia. En 2002, Microsoft verse la somme de 2 700 000 $ à la NUL.

### Essais
- (en) Nancy J. Weiss, The National Urban League, 1910 1940, Oxford University Press, USA, 1er janvier 1974, 405 p. (ISBN 978-0-19-501765-6, lire en ligne),
- (en) Jesse Thomas Moore, A search for equality : the National Urban League, 1910-1961, University Park ; London, Pennsylvania State University Press, 1981, 259 p. (ISBN 0-271-00302-2, lire en ligne),
- (en) National Urban League, Black Americans and Public Policy : Perspectives of the National Urban League, University Press of America, 1er janvier 1988, 98 p. (ISBN 978-0-914758-09-9),
- (en) National Urban League,, State of Black America 2008 : The Black Woman's Voice (State of Black America) (State of Black America), National Urban League, 5 mars 208, 254 p. (ISBN 978-0-914758-01-3),
- (en) Felix L. Armfield, Eugene Kinckle Jones : The National Urban League and Black Social Work, 1910-1940, University of Illinois Press, 14 décembre 2011, 136 p. (ISBN 978-0-252-03658-3),
- (en) Alonzo Nelson Smith, Empowering Communities-- Changing Lives : 100 Years of the National Urban League and Black America, 1910-2010, Donning Company Publishers, 2011, 160 p. (ISBN 978-1-57864-683-8),

### Articles
- (en-US) L. Hollingsworth Wood, « The Urban League Movement », The Journal of Negro History, Vol. 9, No. 2,‎ avril 1924, p. 117-126 (10 pages) (lire en ligne),
- (en-US) Alphonse Heningburg, « Adult Education and the National Urban League », The Journal of Negro Education, Vol. 14, No. 3,‎ 1945, p. 396-402 (lire en ligne),
- (en-US) Lawrence E. Nicholson, « The Urban League and the Vocational Guidance and Adjustment of Negro Youth », The Journal of Negro Education, Vol. 21, No. 4,‎ 1952, p. 448-458 (11 pages) (lire en ligne),
- (en-US) « Fifty Years of the Urban League », Negro History Bulletin, Vol. 24, No. 1,‎ octobre 1960, p. 13-14 (2 pages) (lire en ligne),
- (en-US) Whitney M. Young, Jr., « The Urban League and Its Strategy », The Annals of the American Academy of Political and Social Science, Vol. 357,‎ janvier 1965, p. 102-107 (6 pages) (lire en ligne),
- (en-US) Arvarh E. Strickland, « Urban League Adjustements to the "Negro Revolution" : a Chicago Study », Midcontinent American Studies Journal, Vol. 8, No. 1,‎ 1967, p. 3-19 (17 pages) (lire en ligne),
- (en-US) Dona Cooper Hamilton, « The National Urban League and New Deal Programs », Social Service Review, Vol. 58, No. 2,‎ juin 1984, p. 227-243 (17 pages) (lire en ligne),
- (en-US) Annie Woodley Brown, « A Social Work Leader in the Struggle for Racial Equality: Lester Blackwell Granger », Social Service Review, Vol. 65, No. 2,‎ juin 1991, p. 266-280 (lire en ligne),
- (en-US) « Trading with the Enemy: National Urban League Honors Strom Thurmond », The Journal of Blacks in Higher Education, No. 7,‎ 1995, p. 11 (1 page) (lire en ligne),
- (en-US) Njeru Murage, « Making Migrants an Asset: The Detroit Urban League-Employers Alliance in Wartime Detroit, 1916 to 1919 [with Photographic Essay] », Michigan Historical Review, Vol. 26, No. 1,‎ 2000, p. 66-104 (39 pages) (lire en ligne)